# Yağız Canlı
Yağız Canlı (* 25. November 2002) ist ein türkischer Sprinter, der sich auf den 400-Meter-Lauf spezialisiert hat.

## Sportliche Laufbahn
Erste internationale Erfahrungen sammelte Yağız Canlı im Jahr 2021, als er bei den U20-Balkan-Meisterschaften in Istanbul mit der türkischen 4-mal-400-Meter-Staffel in 3:16,08 min den vierten Platz belegte. 2023 verhalf er der Staffel bei den U23-Europameisterschaften in Espoo mit 3:06,27 min zum Finaleinzug und trug damit zum Gewinn der Silbermedaille bei und anschließend belegte er bei den Balkan-Meisterschaften in Kraljevo in 47,14 s den neunten Platz über 400 Meter. Im Jahr drauf siegte er in 3:12,09 min mit der Staffel bei den Balkan-Hallenmeisterschaften in Istanbul. Ende Mai belegte er bei den Freiluft-Balkan-Meisterschaften in Izmir in 47,18 s den siebten Platz über 400 Meter und gewann mit der Staffel in 3:08,10 min die Silbermedaille hinter dem ukrainischen Team. 2025 verpasste er bei den World University Games in Bochum mit 3:29,80 min den Finaleinzug mit der Mixed-Staffel.
2023 wurde Canlı türkischer Meister im 400-Meter-Lauf.

## Persönliche Bestzeiten
- 200 Meter: 21,52 s (+0,5 m/s), 9. Juli 2023 in Bursa
- 400 Meter: 46,93 s, 8. Juli 2023 in Bursa
  - 400 Meter (Halle): 48,27 s, 20. Januar 2024 in Istanbul